# Hästinfluensa
Hästinfluensa är en virussjukdom som drabbar hästar och orsakas av virusen H7N7 eller H3N8. H3N8 är det virus som idag är vanligast bland hästar och förekommer över hela världen i olika stammar. De två huvudstammarna av H3N8 kallas europeisk och amerikansk stam och de har i sin tur muterade undergrupper. Influensavaccination ger som regel ett bra skydd, men kan aldrig ge hundraprocentigt skydd till alla hästar då viruset kan förändras. Då viruset smittar via luften och kroppskontakt så sprids den väldigt lätt mellan olika individer. 

## Historia
Hästinfluensa upptäcktes först 1956 i Tjeckoslovakien då man för första gången kunde isolera influensavirus H7N7 hos hästar. Viruset har numera flera olika subtyper. Det finns inget speciellt läkemedel mot hästinfluensa, utan drabbade hästar måste självläka, men det finns vaccination som förebyggande behandling. Vaccination av bland annat galopphästar och andra tävlingshästar började bli vanligt under 1970-talet och blev senare obligatoriskt för tävlingshästar i många länder. Utbrott av hästinfluensa förekommer dock på både vaccinerade och ovaccinerade hästar. Som regel drabbas då unga samt helt ovaccinerade hästar hårdast, medan vaccinerade hästar ofta klarar sig med lindrigare symptom och tillfrisknar snabbare och utan komplikationer. Viruset muterar då och då antigen drift, vilket gör att äldre vacciner ger ett sämre skydd mot nya typer av virus. Olika vacciner har också varit olika potenta och gett varierande lång tids skydd. 
1989 drabbades Europa av ett större sjukdomsutbrott av hästinfluensa H3N8, mycket på grund av att viruset muterades. Samtidigt uppträdde en annan ny stam i Kina 1989 där de oskyddade hästarna drabbades av en epidemi av hästinfluensa som gav lunginflammation och tarminflammation och hade upp till 20% dödlighet. De värsta epidemierna av hästinfluensa har oftast setts när viruset introducerats i ett område som förut varit fritt från sjukdomen. Man delade in H3N8-viruset i två olika delar, "American-like" och "European-like" då viruset yttrade sig olika USA i jämförelse med Europa. Internationella tävlingar i Sydafrika år 1986 ledde till en epidemi där all slags hästverksamhet fick vara isolerad och stängd i över 2 månader. Året efter bröt den största epidemin någonsin ut i Indien och mer än 27 000 hästar insjuknade och flera hundra dog. 
Upptäckten H3N8 och virusets förmåga att muteras upptäcktes när en ny sorts influensaepidemi bröt ut i Hongkong 1992 där en majoritet av alla hästar insjuknade trots vaccinering. På senare tid har även hästinfluensan brutit ut i Dubai, på Filippinerna och Puerto Rico då hästimporten har ökat i dessa länder. Idag finns det tydliga regler om att hästarna ska vara ordentligt vaccinerade innan import. 
I augusti 2007 bröt en stor epidemi ut i Australien, som tidigare varit i princip helt fritt från hästinfluensa.

## Symptom
Symptomen för hästinfluensa innefattar bland annat hosta och snuva och hästarna insjuknar ganska snabbt. Hästar som aldrig haft sjukdomen tidigare insjuknar generellt även snabbare än en häst som tidigare har varit sjuk i hästinfluensa. Vaccinerade hästar visar inte heller lika tydliga symptom. 
Det första tecknet är oftast feber, upp till 41 grader. Torrhostan är det vanligaste symtomet för just hästinfluensa, men även stelhet, ömma muskler och att hästen är hängig är tydliga tecken. I värsta fall kan även ödem synas på ben och runt genitalierna. Det sänkta immunförsvaret kan även leda till att hästen drabbas av andra infektioner lättare, tex från sår. Hos föl och äldre hästar kan sjukdomen ha dödlig utgång. Sen behandling av hästar kan även leda till att hästen får kronisk bronkit eller kvickdrag, eller infektioner i luftsäckarna.

## Provtagning och behandling
Vid misstanke om hästinfluensa ska veterinär kontaktas som då tar svabbprover från näshålan, eller eventuellt blodprov som testas i laboratorier. Det finns även snabbtest som tas på plats men de är inte lika pålitliga. Vid tecken på hästinfluensa isoleras gården, vilket innebär att inga hästar får åka från gården eller komma till gården och besökare ska informeras och om möjligt undvikas. Stallen ska rengöras och desinfekteras. Stallet isoleras i minst 10 dagar från och med att hästarna slutat visa symtom. Hästinfluensa är en anmälningspliktig sjukdom. 
För de sjuka hästarna krävs vila under hela sjukdomsförloppet och minst 2 veckor efter att de slutat visa symtom. Daglig temperaturkontroll görs av samtliga hästar. Man ska sätta igång hästen försiktigt efteråt och hålla ögonen på ifall sjukdomen bryter ut igen eller om hästen fått en följdsjukdom. Om det tillstöter en komplikation i form av en bakteriell infektion, till exempel lunginflammation, så sätts oftast hästen på antibiotika. 

### Webblänkar
- Statens veterinärmedicinska anstalt (SVA) Information om hästinfluensa
- HästSverige.se: Hästinfluensa - är det farligt?
- Tydlig information om hästinfluensa hos Agria
- Om hästinfluensa
- Om hästinfluensa, med länkar